# División administrativa de Chongqing
Chongqing es el mayor de los cuatro Municipio bajo jurisdicción central de China estando a su vez dividido en 21 distritos, 13 condados, y 4 condados autónomos.
Tenía 17 condados a fecha de 11 de octubre de 2011, cuando el Condado Qijiang y el Distrito de Wansheng fueron fusionados para formar el nuevo Distrito de Qijiang, y el Condado de Dazu y el Distrito de Shuangqiao fueron fusionados para formar el nuevo Distrito de Dazu.
Desde octubre de 2011 a junio de 2014, Chongqing tenía 15 condados hasta que Bishan y Tongliang fueron promocionados al estatus de distrito.
     Chongqing Central
Estos seis distritos son conocidos como el Chongqing Central (重庆市中心):
| Distrito                                       | Población (censo de 2010) | Área (km²) | Densidad (por km²) |
| ---------------------------------------------- | ------------------------- | ---------- | ------------------ |
| Distrito de Yuzhong (渝中区: Yúzhōng Qū)       | 630,100                   | 22         | 28,641             |
| Distrito de Dadukou (大渡口区: Dàdùkǒu Qū)     | 301,000                   | 103        | 2,922              |
| Distrito de Jiangbei (江北区: Jiāngběi Qū)     | 738,000                   | 221        | 3,339              |
| Distrito de Shapingba (沙坪坝区: Shāpíngbà Qū) | 1,000,000                 | 383        | 2,611              |
| Distrito de Jiulongpo (九龙坡区: Jiǔlóngpō Qū) | 1,084,400                 | 432        | 2,510              |
| Distrito de Nan'an (南岸区: Nán'àn Qū)         | 759,600                   | 274        | 2,772              |
| Central Chongqing                              | 4,513,100                 | 1435       | 3,145              |

     Los suburbios
Las siguientes áreas son los suburbios contiguos:
| Distrito                               | Población (censo del 2010) | Área (km²) | Densidad (por km²) |
| -------------------------------------- | -------------------------- | ---------- | ------------------ |
| Distrito de Banan (巴南区: Bānán Qū)   | 918,700                    | 1,825      | 503                |
| Distrito de Beibei (北碚区: Běibèi Qū) | 680,400                    | 755        | 901                |
| Distrito de Yubei (渝北区: Yúběi Qū)   | 1,345,400                  | 1,452      | 927                |
| Distrito de Bishan (璧山区: Bìshān Qū) | 586,000                    | 912        | 642                |
| Los Suburbios                          | 3,530,500                  | 4,944      | 714                |

     Chongqing rural
| Distrito                                       | Población (censo de 2010) | Área (km²) | Densidad (por km²) |
| ---------------------------------------------- | ------------------------- | ---------- | ------------------ |
| Distrito de Changshou (长寿区: Chángshòu Qū)   | 770,000                   | 1,415      | 544                |
| Distrito de Dazu (大足区: Dàzú Qū)             | 721,300                   | 1,433      | 503                |
| Distrito de Hechuan (合川区: Héchuān Qū)       | 1,293,000                 | 2,356      | 549                |
| Jiangjin District (江津区: Jiāngjīn Qū)        | 1,233,100                 | 3,200      | 385                |
| Qijiang District (綦江区: Qíjiāng Qū)          | 1,026,800                 | 2,748      | 374                |
| Distrito de Yongchuan (永川区: Yǒngchuān Qū)   | 1,024,700                 | 1,576      | 650                |
| Distrito de Tongliang (铜梁区: Tóngliáng Xiàn) | 600,100                   | 1,342      | 447                |
| Condado de Rongchang (荣昌县: Róngchāng Xiàn)  | 661,300                   | 1,079      | 613                |
| Condado de Tongnan (潼南县: Tóngnán Xiàn)      | 640,000                   | 1,585      | 404                |
| Rural Chongqing                                | 8,000,300                 | 16,734     | 478                |

     Fuling
Anteriormente ciudad de Fuling:
| Distrito                                      | Población (2010 census) | Área (km²) | Densidad (por km²) |
| --------------------------------------------- | ----------------------- | ---------- | ------------------ |
| Distrito de Fuling (涪陵区: Fúlíng Qū)        | 1,066,700               | 2,946      | 362                |
| Distrito de Nanchuan (南川区: Nánchuān Qū)    | 534,300                 | 2,602      | 205                |
| Condado de Dianjiang (垫江县: Diànjiāng Xiàn) | 704,500                 | 1,518      | 464                |
| Condado de Fengdu (丰都县: Fēngdū Xiàn)       | 649,200                 | 2,896      | 224                |
| Condado de Wulong (武隆县: Wǔlóng Xiàn)       | 351,000                 | 2,872      | 122                |
| Fuling                                        | 3,305,700               | 12,834     | 258                |

     Wanzhou
Anteriormente ciudad de Wanzhou:
| Distrito                                      | Población (2010 census) | Área (km²) | Densidad (por km²) |
| --------------------------------------------- | ----------------------- | ---------- | ------------------ |
| Distrito de Wanzhou (万州区: Wànzhōu Qū)      | 1,563,100               | 3,457      | 452                |
| Condado de Chengkou (城口县: Chéngkǒu Xiàn)   | 193,000                 | 3,286      | 59                 |
| Condado de Fengjie (奉节县: Fèngjié Xiàn)     | 834,300                 | 4,087      | 204                |
| Kaixian (condado) (开县: Kāi Xiàn)            | 1,160,300               | 3,959      | 293                |
| Condado de Liangping (梁平县: Liángpíng Xiàn) | 687,500                 | 1,890      | 364                |
| Condado de Wushan (巫山县: Wūshān Xiàn)       | 495,100                 | 2,958      | 167                |
| Condado de Wuxi (巫溪县: Wūxī Xiàn)           | 414,100                 | 4,030      | 103                |
| Condado de Yunyang (云阳县: Yúnyáng Xiàn)     | 912,900                 | 3,634      | 251                |
| Zhongxian (condado) (忠县: Zhōng Xiàn)        | 751,400                 | 2,184      | 344                |
| Wanzhou                                       | 7,011,700               | 29,485     | 238                |

     Qianjiang
Anteriormente la Prefectura de Qianjiang:
| Distrito                                                                                              | Población (2010 censo) | Área (km²) | Densidad (per km²) |
| --- | ---------------------- | ---------- | ------------------ |
| Distrito de Qianjiang (黔江区: Qiánjiāng Qū)                                                          | 445,000                | 2,397      | 186                |
| Pengshui (Miao and Tujia) Autonomous County (彭水苗族土家族自治县: Péngshuǐ Miáozú Tǔjiāzú Zìzhìxiàn) | 545,100                | 3,903      | 140                |
| Shizhu (Tujia) Autonomous County (石柱土家族自治县: Shízhù Tǔjiāzú Zìzhìxiàn)                         | 415,100                | 3,013      | 138                |
| Xiushan (Miao and Tujia) Autonomous County (秀山土家族苗族自治县: Xiùshān Tǔjiāzú Miáozú Zìzhìxiàn)   | 501,600                | 2,450      | 205                |
| Youyang (Miao and Tujia) Autonomous County (酉阳土家族苗族自治县: Yǒuyáng Tǔjiāzú Miáozú Zìzhìxiàn)   | 578,100                | 5,173      | 112                |
| Qianjiang                                                                                             | 2,484,900              | 16,936     | 147                |

## Recientes cambios en la división administrativa
- 27 de octubre de 2011
  - Condado de Qijiang y Distrito de Wansheng fueron fusionados para formar el Distrito de Qijiang
  - Condado de Dazu y Distrito de Shuangqiao fueron fusionados para formar el Distrito de Dazu
- 6 de junio de 2014
  - Condado de Bishan fue promocionado a Distrito de Bishan
  - Condado de Tongliang fue promocionado a Distrito de Tongliang